# مارتن كوش (كاتب)
مارتن كوش (بالسويدية: Martin Koch)‏ هو صحفي وملحن وكاتب سويدي، ولد في 23 ديسمبر 1882 في Hedvig Eleonora Parish ‏ في السويد، وتوفي في 22 يونيو 1940 في Hedemora församling ‏ في السويد.

## وصلات خارجية
- مارتن كوش على موقع الموسوعة البريطانية (الإنجليزية)
- مارتن كوش على موقع ميوزك برينز (الإنجليزية)
- مارتن كوش على موقع ديسكوغز (الإنجليزية)